# Швейцарское плато
Швейцарское плато (фр. plateau suisse, нем. Schweizer Mittelland, англ. Swiss plateau) или швейцарское плоскогорье — плоскогорье в Швейцарии между северными отрогами Альп и горами Юра шириной до 50 километров. С запада на восток протянулось от Женевского до Боденского озер на 240 километров. Является одним из трёх определяющих типов ландшафта в Швейцарии, вместе с Юрой и Альпами. Оно покрывает около 30% территории современной Швейцарии, охватывает регионы, лежащие между массивами Альп на юго-востоке и Юры на западе. Плато частично равнинное, но в основном холмистое, высота над уровнем моря колеблется между 400 и 600 метрами. Это самый заселённый регион Швейцарии, важнейший для экономики страны.

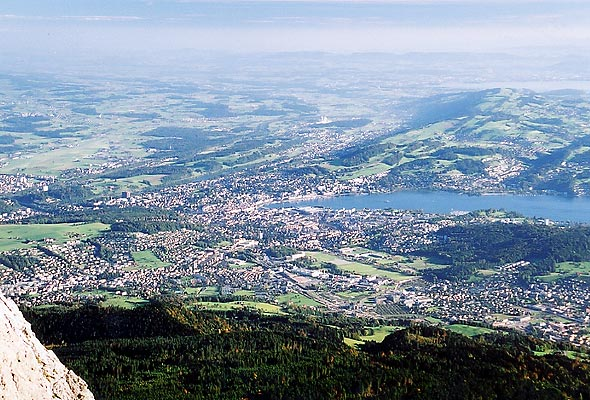
Вид на Швейцарское плато с горы Пилатус рядом с Люцерном

## География

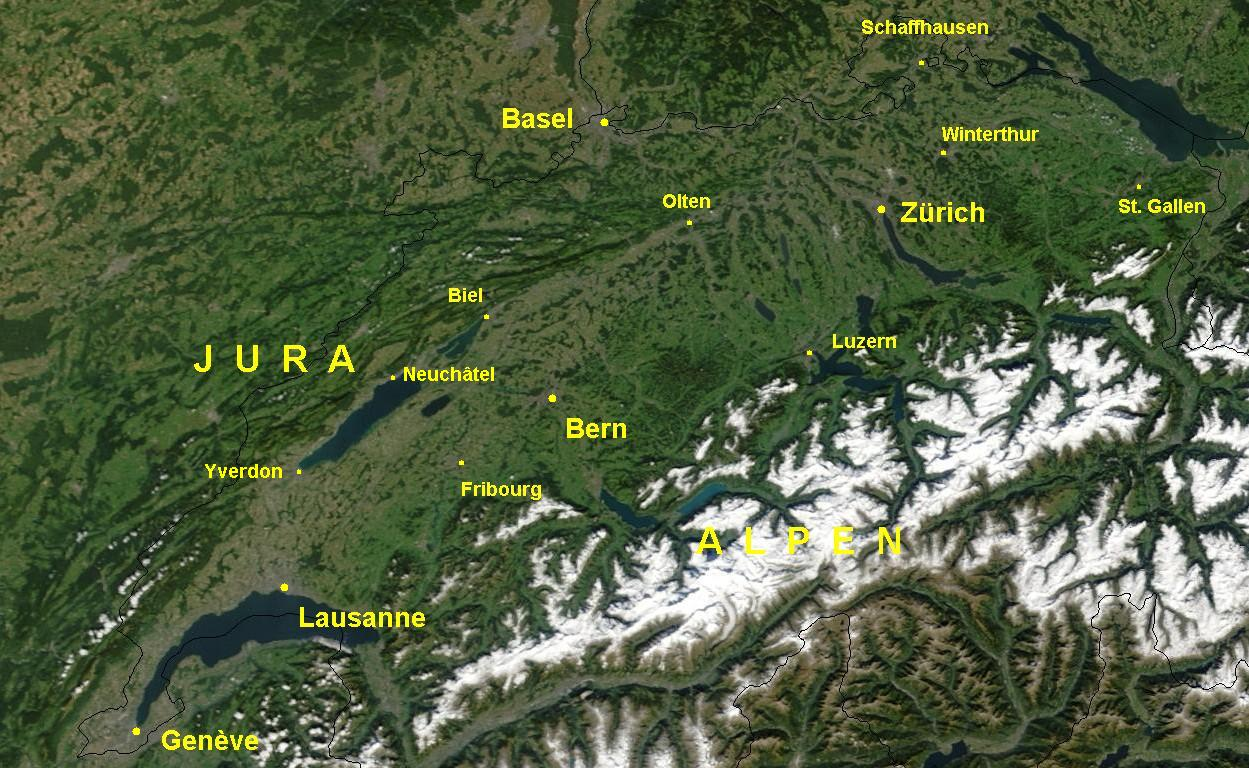
Спутниковое изображение Швейцарского плато между Юрой и Альпами

На севере и северо-западе Швейцарское плато чётко ограничено (геологически и географически) Юрскими горами. На юге такой четкой границы с Альпами нет. На юго-западе плато ограничено Женевским и Невшательским озёрами, между которыми расположено лесистое нагорье Жора. На северо-востоке Швейцарское плато ограничено Боденским озером и Рейном.
Геологически Швейцарское плато — это часть бо́льшего образования, простирающегося и за границами Швейцарии. Своим юго-западным краем плато доходит до Шамбери во Франции (где встречаются Альпы и Юра). На противоположной стороне за Боденским озером плато тянется до немецких и австрийских Преальп.
В границах Швейцарии плато занимает около 300 км в длину, а его ширина увеличивается с запада на восток. Рядом с Женевой ширина плато около 30 км, Берном — 50, а в восточной Швейцарии она достигает 70 км.
На плато частично или полностью расположено множество кантонов Швейцарии. Полностью на плато находятся кантоны Женева, Тургау и Цюрих; бо́льшая часть кантонов Люцерн, Аргау, Золотурн, Берн, Фрибур и Во лежит на плато; кантоны Невшатель, Цуг, Швиц, Санкт-Галлен и Шаффхаузен также захватывают небольшие части плато.

## Геология

### Геологические наслоения
Благодаря многочисленным скважинам, пробурённым на плато в поисках нефти и газа, его геология сравнительно хорошо изучена. Геологически бо́льшая часть плато представляет собой мощное молассовое образование.

Верхний уровень состоит из гравия и камней, образованных движением ледников во время ледникового периода.

### Ледниковый период

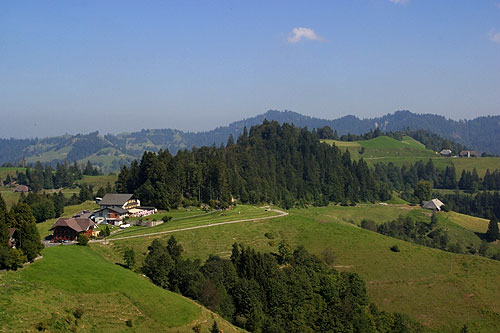
Регион Napf

## Топография

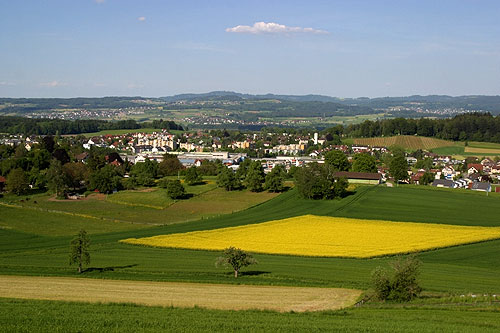
Швейцарское плато около города Мюри (Аргау)

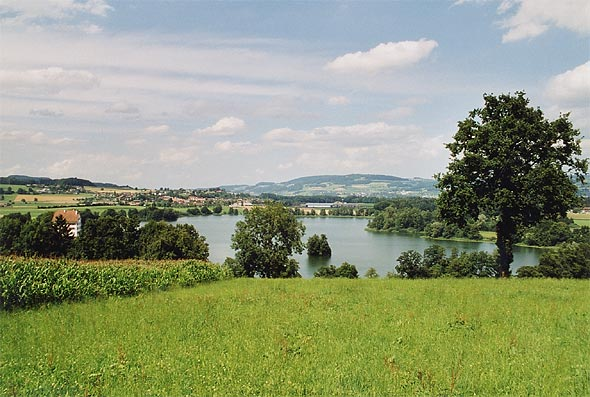
Центр Швейцарского плато рядом с Sursee

## Климат

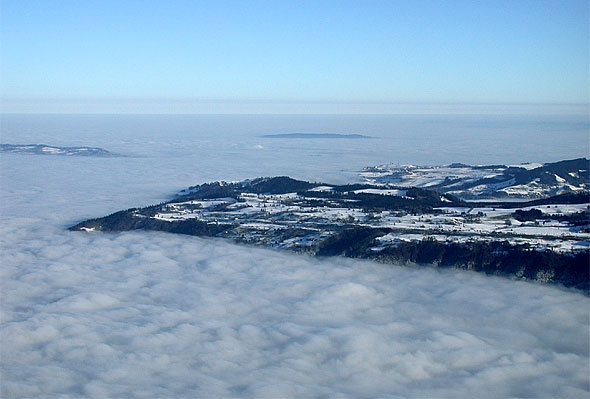
Вид с горы Rigi на море облаков закрывающих Швейцарское плато

Швейцарское плато расположено в промежуточной зоне между влажным морским и континентальным умеренным климатами. Преобладающие ветра дуют с запада. В нижней части плато среднегодовая температура составляет около 9 — 10 °C. В январе средняя температура в районах Женевского, Невшательского и Биельского озёр составляет около +1 °C. По направлению к востоку средняя температура понижается и в районе озера Констанс средняя температуря января составляет −1 °C. В июле средняя температура в Женеве равняется 20 °C, на южном окончании Юры 18 — 20 °C и 16 — 18 °C на востоке плато. Количество солнечных часов в год в районе Женевы превышает 1900, тогда как в других частях оно колеблется между 1600 (особенно на востоке) и 1900,
Среднегодовые осадки составляют около 800 миллиметров в районе Юры, 1200 миллиметров на востоке и 1400 на границе с Альпами. Самым сухим регионом плато является полоса между Моржем и Невшателем, защищённая Юрскими горами от осадков. В самых тёплых частях плато (у Женевского и Невшательского озёр) продолжительность периода со снежным покровом составляет менее 20 дней в году, тогда как в других частях продолжительность колеблется между 20 и 40 днями (в зависимости от высоты над уровнем моря).
В зимние месяцы воздух над швейцарским плато может оставаться неподвижным, практически без взаимодействия с другими воздушными массами. Таким образом формируется облако холодного воздуха над плато, покрытое туманом. Облака выглядят, как огромный океан тумана, хорошо видимый сверху (обычно с высоты более 800 м) и иногда это явление называют 'nebelmeer' (туманное море). Такая погода называется инверсией, так как температура под туманом ниже, чем температура над ним. Иногда такая погода устанавливается на несколько дней или даже недель, в то время как окружающие регионы Альп и Юры могут наслаждаться ярчайшим солнцем.

## Растительность
Преобладающим типом растительности на швейцарском плато являются смешанные широколистные леса, с произрастанием бука и пихты. В промышленных лесах, используемых для лесоводства, выращивается в основном ель, обладающая ценной древесиной (хотя в природе ели произрастают в основном в горах). В некоторых частях плато, обладающих более мягким и сухим климатом (например, в регионе Женевского озера), произрастают дуб, липа и клён.

## Население

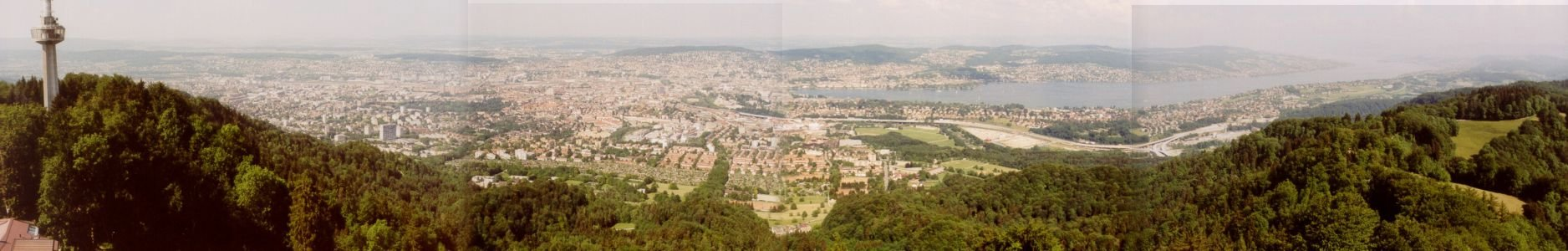
Густозаселенное Швейцарское плато: вид с горы Uetliberg на Цюрих

Хотя Швейцарское плато занимает только около 30 % площади Швейцарии, более 5 миллионов человек проживает на этой территории, или более двух третей населения страны. Плотность населения составляет около 380 человек на км². Почти все города Швейцарии с населением более 50 тыс. человек (кроме Базеля) находятся на плато, включая Цюрих, Женеву, Берн и Лозанну. Агломерации этих городов являются наиболее плотно заселенными территориями на плато. Другие плотно заселенные части плато — это южная часть на границе с Юро́й и агломерации Люцерна, Винтертура и Санкт-Галлена.
Большинство населения говорит по-немецки, а на западе плато по-французски. Языковая граница не менялась на протяжении столетий, хотя она не является ни географически, ни политически обусловленной. Она проходит от Биля/Бьена через Муртен/Мора и Фрайбург/Фрибур до фрибуржских Альп. Города Биль/Бьен, Мюртен/Мора и Фрайбург/Фрибур официально двуязычные. Большинство топографических наименований вдоль этой языковой границы обычно имеют две версии — немецкую и французскую.

### История заселения
Первыми областями, заселенными во времена неолита, были береговые линии рек и озёр. Большие поселения были построены здесь после того, как кельты появляются на территории современной Швейцарии в III веке до н. э.. Городские поселения с каменными домами появляются здесь во времена Римской империи. Швейцарское плато стало частью империи в 15 год до н. э., когда римляне, под командованием Юлия Цезаря, оккупировали земли Гельветии. Плато оставалось под властью Рима до конца III века. Важнейшими городами здесь были Auenticum (сегодня Аванш), Vinddonissa (Виндиш), Colonia Iulia Equestris, или в кельтском варианте Noviodunum (сегодня Ньон), и Augusta Raurica. Все они были соединены сетью римских дорог. После отступления римлян западная часть плато была оккупирована Бургундами, а центральная и восточная части — Алеманнами. Таким образом, на плато начала образовываться языковая граница.
Во время средних веков здесь было основано множество городов, особенно в нижней части плато, обладающей благоприятным климатом. К 1500 году здесь уже было 130 городов, соединенных плотной сетью дорог. С подъёмом индустриализации в начале XIX века, города становятся всё более важной частью экономики. В 1860 году начался резкий рост городского населения за счёт миграции из деревень и он продолжался около ста лет. Однако в семидесятых годах XX века начался обратный процесс и, как следствие, муниципалитеты ближних пригородов больших городов значительно выросли, тогда как сами города теряли жителей. В настоящее время миграция городских жителей происходит во всё более удалённые от городов места.

## Экономика
Благодаря благоприятному климату и плодородным землям, западная часть плато является наиболее важным сельскохозяйственным регионом Швейцарии. Важнейшие культуры: пшеница, кукуруза, ячмень и т. д. На северных берегах озёр плато распространено виноградарство.
Леса Швейцарского плато используются в лесоводстве. В основном выращивается имеющая ценную древесину европейская ель.

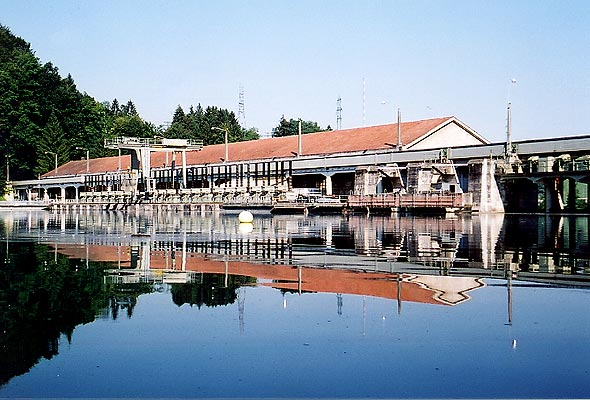
Гидроэлектростанция Mühleberg (Wohlensee)

Как и во всей Швейцарии, на плато практически нет минеральных ресурсов. Лишь благодаря отложениям ледникового периода здесь находится много месторождений гравия и глины. Добыча гравия покрывает потребности местной строительной индустрии.
Многочисленные ГЭС на реках плато производят электричество, все четыре швейцарские АЭС также находятся на плато.

## Транспорт
Из-за относительно простых топографический условий и высокой плотности населения транспортная сеть на плато очень хорошо развита. Важнейшим транспортным коридором является скоростное шоссе А1, соединяющее крупнейшие города Швейцарии — оно идет из Женевы, через Лозанну, далее Берн, Цюрих, Винтертур, Санкт-Галлен.
Шоссе A2, соединяющее север и юг Швейцарии, пересекает плато от Ольтена до Люцерна.
Очень развита железнодорожная сеть: все главные города страны соединены железными дорогами. Между Ольтеном и Лозанной проходят две главные линии: первая проходит через Фрибур и Берн, а вторая идет по границе Юры через Золотурн, Биль, Невшатель и Ивердон-Ле-Бан. Поездка на поезде от Цюриха до Берна продолжается около часа, путешествие через все плато от Женевы до Санкт-Галлена занимает около 4 часов.
Два важнейших аэропорта страны находятся на плато — это Международные аэропорты Цюриха и Женевы (Куантран). В столице Швейцарии Берне находится лишь небольшой аэропорт местного значения.